# Дастін Хендерсон
Дастін Гендерсон  — головний герой серіалу «Дивні дива», якого зіграв Гейтен Матараццо. Він є найкращим другом Майка Вілера, Одинадцять, Лукаса Сінклера, Вілла Баєрса, Макс Мейфілд, Стіва Гаррінґтона, а також хлопцем Сьюзі Бінгем.

## Біографія
Дастін прийшов до середньої школи Гокінс у четвертому класі, налагодив міцний зв'язок із Майком, Лукасом, Віллом і став їхнім найкращим другом. Також мав рідкісне генетичне захворювання (клейдокраніальну дисплазію), через яке його зуби не розвивалися належним чином, що робило його основною мішенню для хуліганів.
Коли Вілл таємничим чином зник, Дастін, Лукас і Майк взяли за мету знайти його. Однак, шукаючи Вілла, вони натрапили на загадкову дівчину на ім'я Одинадцять. Дізнавшись, що Одинадцять володіє особливими психокінетичними здібностями, Майк повірив, що вона може допомогти знайти Вілла, хоча Лукас підозрював поведінку та дії Одинадцяти; Дастін діяв як «медитатор» між ними, зосереджуючи їх на поставленому завданні. Дастін і його друзі дійшли висновку, що Вілл загубився в альтернативному вимірі, куди можна потрапити через «ворота» в лабораторії Гокінса; Хоча група не змогла особисто повернути Вілла, вони пізніше зіткнулися з істотою, яка його викрала, причому Одинадцять, ледь не пожертвувала своїм життям, щоб перемогти Демогоргона. Пізніше група радісно возз'єдналася з Віллом, якого врятували та доставили до лікарні.
У жовтні 1984 року Дастін і його друзі зацікавилися Макс Мейфілд після її прибуття в Гокінс; однак група стала більше стурбована благополуччям Вілла після того, як він почав поводитися незвично (тривалий побічний ефект від його часу в «Навивороті») . Незабаром Дастін виявив у своєму смітнику істоту, схожу на слимака, яку назвав Дарт, і сховав у себе вдома. Це виявилося помилкою, коли Дарт виріс у молодого Демогоргона; однак завдяки впливу Дастіна Дарт виявився дещо слухнянішим, ніж решта його роду. Зрештою, Дастін, Лукас, Макс, Стів і Майк допомогли в поразці мозкожера; зграя молодих демогоргонів, включаючи Дарта, загинула незабаром після того, як Одинадцять зачинила ворота. Через місяць Дастін разом зі своїми друзями відвідав «Сніжний бал» Гокінс Міддл; всі дівчата відхилили запрошення Дастіна потанцювати з ним, але Ненсі Вілер запросила Дастіна на веселий танець, піднявши йому настрій.
Влітку 1985 року Дастін провів місяць, роблячи гаджети в літньому таборі, де подружився і зрештою зав'язав романтичні стосунки з Сьюзі Бінгем, комп'ютерним експертом із Солт-Лейк-Сіті. Повернувшись до Гокінса, Дастін був роздратований незацікавленістю своїх друзів у його новому радіо Cerebro, а також їхнім скептицизмом щодо існування Сьюзі. Намагаючись поспілкуватися з нею за допомогою Cerebro, Дастін випадково перехопив російськомовну передачу. Після цього він попросив Стіва разом з його колегою Робін Баклі та молодшою сестрою Лукаса Ерікою допомогти йому з повідомленням. Воно привело їх до висновку, що росіяни були в Гокінсі і працювали над відкриттям ще однієї брами під торговим центром Starcourt. Після втечі з російської бази Дастін возз'єднався та помирився зі своїми друзями та допоміг їм знову перемогти мозкожера. Він отримав від Сьюзі код, який був потрібен Джойс Баєрс і Джиму Хоперу, щоб вони могли знищити російську машину та закрити ворота. Через три місяці Дастін попрощався з Віллом та Одинадцять, коли вони переїхали з Гокінса. Він і Лукас віддають набір Вілла Dungeons & Dragons Еріці.
Навесні 1986 року стосунки Дастіна та Сьюзі все ще міцні, і тепер він є частиною групи Dungeons & Dragons, разом із Лукасом і Майком. Коли засновник клубу Едді Мансон стає підозрюваним у вбивстві однокурсниці Кріссі Каннінгем, Дастін і його друзі виявляють, що у смерті Кріссі винна сутність з навивороту, відома як «Векна». Коли він починає вбивати людей Гокінса, Дастін і його друзі працюють разом, щоб зупинити його. Дастін приєднується до Едді, Робін, Стіва та Ненсі, щоб вирушити в Навиворіт, де вони з Едді відволікають увагу демобатів, які охороняють схованку Векни, будинок Кріл. Однак під час бою з Демобатами Едді в кінцевому підсумку гине після того, як завадив Демобатам увійти в реальний світ через ворота.
Через два дні Дастін возз'єднується з Майком, Віллом та Одинадцятою, а потім приєднується до Стіва та Робін в доставці пожертвувань тим, хто вижив після землетрусу, який стався після перемоги над Векною. Дастін зустрічає дядька та опікуна Едді, Вейна Мансона, він із сумом повідомляє йому про смерть племінника та про те, як він врятував Гокінс.

## Особистість
Дастін є спостерігачем і захисником єдності в групі друзів. Він часто вирішував конфлікти, звертаючи їх увагу на те, що відбувається навколо. Він мав нейтральний, урівноважений підхід до Одинадцяти та надприродних подій, що розгорталися навколо них; у певному сенсі він був переговорником між відкритим Майком і скептично налаштованим Лукасом.
Дастін також має найбільшу наукову схильність у групі (незважаючи на його любов до фантазії) і, можливо, найрозумніший у квартеті. Отримавши поради від Стіва та Ненсі про те, як поводитися до дівчатами, Дастін зміг привернути увагу Сьюзі, яку він зустрів у таборі. Зустрічаючись із Сьюзі, він ніжно називав її «Сьюзі-Пу», співав їй пісню «Нескінченну історію» та описував її як ідеальну дівчину.
У 1986 році особистість Дастіна залишилася такою ж, коли він вступив до середньої школи. Досліджуючи Векну зі своїми друзями, Дастін довів, наскільки високим був його інтелект, згадавши, як були знайдені портали до Навивороту завдяки впливу їхніх електромагнітних полів на стрілку компаса, з'ясувавши, як Векна відкривав портали, встановлюючи психічні контакти зі своїми жертвами, і розробив план нападу на фізичне тіло Векни, коли він атакує іншу жертву, увійшовши в її розум.

## Навички
1. Інтелект/мудрість геніального рівня.
2. Експерт-винахідник: Дастін зміг створити багато вражаючих предметів, які успішно працювали та довели його майстерність великого винахідника.
3. Спів: Дастін також має чудовий співочий голос, чудово виконавши пісню «Never Ending Story» зі своєю дівчиною Сьюзі.

## Стосунки з персонажами
1. Майк Вілер
Дастін познайомився з Майком разом з Лукасом і Віллом у четвертому класі. Дастін був урівноваженим із Майком, підтримував його та Одинадцять. Коли Трой Волш тримав Дастіна під ножем, а Майк був змушений стрибнути з гори, Дастін намагався переконати Майка зупинитися, не бажаючи, щоб він помер, перш ніж їх врятує Одинадцять. У 1984 році, хоча вони сперечалися щодо ситуації щодо Дарта, їхня дружба ніколи не погіршилася, оскільки він попрямував до будинку Майка, щоб попередити його про небезпеку, а також шукав його з групою під час вторгнення Демодогів. Дастін також підтримав план Майка відвернути Демодогів від Од та Гоппера, довівши, що вони все ще наражаються на небезпеку, щоб захистити своїх друзів.
У 1985 році, коли Майк зміг прийти на допомогу Дастіну, Дастін обійняв його. Після поразки Mind Flayer, через три місяці, Дастін дозволяє Майку використовувати Cerebro, щоб часто контактувати з Од. Наприкінці березня 1986 року Майк і Дастін були першокурсниками та членами клуба Едді Мансона. Через два дні після битви в Гокінсі Дастін возз'єднався з Майком, Одинадцятою і Віллом, перш ніж відвести їх до лікарні Гокінса, де вони возз'єдналися з Лукасом, який склав компанію Макс в комі.
2. Лукас Сінклер
Дастін познайомився з Лукасом у четвертому класі. Ці двоє загалом добре ладнали. Іноді вони погоджувалися один з одним у своїх сумнівах або недовірі, коли стикалися з дивними подіями та можливостями. Коли Дастін і Лукас закохалися в Макс Мейфілд, вони почали змагатися за її прихильність. Їхня дружба почала охолоджуватися, коли Дастін дізнався, що Лукас розповів Макс про події 1983 року, незважаючи на згоду не розповідати їй. Однак зрештою вони помирилися і залишилися друзями. Коли Лукас завоював прихильність Макс, Дастін не виявив ворожості до Лукаса.
У березні 1986 року Майк, Лукас і Дастін стали членами клубу під керівництвом Едді Мансона, хоча Лукас приєднався до баскетбольної команди, щоб отримати більшу популярність. Він порадив Майку та Дастіну зробити те саме, але вони наполягали, що ніщо не змінить того факту, що вони «ботаніки та фріки». Дастін і Лукас возз'єдналися з Макс, Ненсі, Стівом і Робін, щоб знайти Едді після вбивства Кріссі Каннінгем, і вони виявили, що істота з «Навивороту» вчиняє вбивство.
3. Сьюзі Бінгем
Сьюзі - дівчина Дастіна Хендерсона. Вони поділяють інтерес до науки, механіки, коміксів і фентезі. Хоча багато друзів Дастіна вважали, що Сьюзі вигадана, виявилося, що вона справжня і дуже закохана в Дастіна. Вони користуються улюбленими іменами («Сьюзі-Пу» і «Дасті-Бан») і навіть мають пісню, яку вони люблять виконувати разом («Neverending Story»). У 1986 році Дастін і Сьюзі все ще підтримують свої стосунки.

4. Одинадцять (Дивні дива)
Початкове ставлення Дастіна до Од було десь між відвертістю Майка та скептицизмом Лукаса. Після того, як Одинадцять врятувала його та Майка від хуліганів, він з гордістю заявив, що вона їхній друг і з того моменту дуже піклувався про неї. Він також втішив її, коли вона розповіла, що випадково відчинила ворота.
У 1984 році, коли Одинадцять виявилася живою, Дастін обійняв її, виявивши, що вони згадували її та говорили про неї майже щодня. У 1985 році Од використала свої сили, щоб знайти його в торговому центрі Starcourt і прийшла йому на допомогу, зупинивши росіян від його вбивства. Коли його врятували, Дастін радісно обійняв Одинадцять. Пізніше Дастін попрощався з Одинадцятою, яка залишила Гокінс з родиною Баєрс. Зрештою Дастін возз'єднався з подругою, а також Майком і Віллом після їхнього повернення до Гокінса, і він узяв їх трьох відвідати Макс, яка була поміщена в кому.
5. Стів Гаррінґтон
У 1984 році Дастін і Стів створюють  зв'язок, намагаючись полювати на Д'Артаньяна. Дастін розповідає Стіву про свої спроби завоювати серце Макс, той дає поради. Пізніше Стів відвозить Дастіна на «Сніжний бал» і підбадьорює його перед тим, як Дастін починає танцювати. Через рік вони все ще залишаються друзями. Дастін розповідає Стіву про свою нову дівчину, Сьюзі, і просить його допомогти з перекладом російської трансляції, яку він ненавмисно перехопив, на що Стів погоджується. Коли Робін дізнається про повідомлення та перекладає його для них, Дастін і Стів працюють разом, щоб знайти росіян. Потрапивши в кімнату за допомогою Еріки Сінклер , Дастін залишається поруч зі Стівом, показуючи, що той піклується про останнього. Зрештою Дастін приходить на допомогу Стіву і Робін та допомагає їм втекти з російської бази, водночас стежить за ними та захищає їх, коли їх одурманили сироваткою правди. У 1986 році Дастін підтримував дружбу зі Стівом. Вони працювали разом, щоб розслідувати про Векну, і врятувати Макс від гніву істоти. Пізніше Дастін і Стів пішли в Хокінс Хай, щоб допомогти кільком бездомним мешканцям оговтатися від недавньої трагедії, поки вони не побачили, як Навиворіт розпочинає своє вторгнення на Землю через ворота Векни.
6. Макс Мейфілд
У 1984 році високий результат Дастіна на Dig Dug у Palace Arcade був побитий гравцем на ім’я MadMax. Коли містер Кларк представив нову студентку на ім’я Максін «Макс» Мейфілд, Дастін разом із Лукасом зацікавилися, чи може вона бути «MadMax». Коли вони підтвердили свої підозри, спостерігаючи за її грою в Palace Arcade, і Дастін, і Лукас закохалися в неї та почали змагатися за її прихильність. Коли Партія почала зберігати таємниці про Навиворіт і справжні обставини зникнення Вілла, Дастін також продовжував зберігати таємниці, незважаючи на бажання розповісти Макс. Коли він дізнався, що Лукас розповів їй, хлопець засмутився. Через місяць, на Snow Ball , Дастін скористався порадою Стіва зробити зачіску, щоб справити враження на Макс. Однак, коли Лукас запросив її на танець, і вона погодилася, Дастін був розбитий серцем, оскільки він зрозумів, що Макс віддає перевагу Лукасу, але прийняв її почуття до його друга. Через рік, у 1985 році, Дастін продовжував дружити з Максом.  Через три місяці, після бою проти Мозкожера, Макс дізналася, що дівчина Дастіна насправді існує, оскільки йому вдалося зв’язатися, щоб отримати константу Планка. У результаті Макс і Лукас дражнили Дастіна, співаючи особливу пісню Дастіна та Сьюзі, що дуже дратувало хлопця. Після жахливої смерті Біллі Харгрова Макс провела майже дев’ять місяців у депресії та на самоті, що спричинило відчуження. Навіть незважаючи на їхню віддаленість, Дастін намагався відновити з нею зв’язки, і в останній навчальний день перед весняними канікулами  спробував запросити її до клубу під керівництвом Едді Мансона. Дізнавшись про смерть Кріссі Каннінгем у трейлері Мансона, Макс негайно розповіла про це Дастіну. 
Він допоміг дівчині проникнути в Хокінс Хай, щоб отримати доступ до офісу пані Келлі, і вони знайшли файл Кріссі, який виявив аномальні симптоми, які вона відчувала перед смертю. Дастін був у жаху, коли дізнався, що Макс відчуває ті ж симптоми, і що вона також стала жертвою «прокляття» Векни. Коли Макс була одержима істотою, Дастін, Лукас і Стів відтворили улюблену пісню Макс на її Walkman, повернувши їй якір у реальний світ і дозволивши їй втекти від Векни.
7. Еріка Сінклер
У Дастіна не були хороші відносини з молодшою сестрою Лукаса, Ерікою , незважаючи на те, що він спілкувався з нею. Однак у 1985 році вони незабаром сформували близьку дружбу, коли Дастін звернувся до Еріки з проханням про допомогу у знищенні секретної російської бази під торговим центром Starcourt. Вони разом рятували Стіва та Робін від росіян, а потім захищали та піклувалися про них після того, як їх одурманили сироваткою правди. Еріка не вірила в існування дівчини Дастіна, Сьюзі , доки він не підтвердив її існування, звернувшись до Cerebro. Через три місяці Дастін як і раніше був у дружніх відносинах з Ерікою, оскільки він подарував їй набори D&D. У 1986 році Еріка та Дастін все ще тусуються разом через їхню спільну любов до D&D. У березні 1986 року Дастін попросив Еріку замінити Лукаса, що вона погодилася. Пізніше вона шантажує Лукаса, погрожуючи розповісти Дастіну, що вона знайшла під його ліжком, якщо він не розкриє їй правду про поточні події. Виявивши, що Ненсі, Робін, Стів і Едді опинилися в пастці «Навивороті», Еріка та Дастін працювали разом, щоб знайти спосіб спілкуватися з ними. Коли їм вдалося зв’язатися зі старшими підлітками за допомогою Holly Wheeler ’s Lite Brite, Дастін і Еріка схвильовано та з полегшенням обійнялися. Вони, разом із Макс та Лукасом, втекли від поліції та батьків, щоб врятувати старших підлітків.

8. Ненсі Вілер
Ненсі лише час від часу спілкується з Дастіном. 15 грудня 1984 року під час «Сніжного балу», побачивши, як Дастіна відкидають і висміюють дівчата, Ненсі запрошує його на танець з нею, привертаючи увагу дівчат, які його відкинули. Ненсі каже Дастіну, що він її улюблений з усіх друзів її брата. Вона також каже йому, що дівчата в його віці «тупі», але він «зведе їх з розуму» через кілька років. Вони разом ділять зворушливу мить, дружньо танцюють повільний танець. У 1986 вони разом зі своїми друзями працювали над розслідуванням і пошуками Векни. 
9. Едді Мансон
У 1986 році, ставши першокурсником середньої школи, Дастін зустрів Едді, який шукав нових членів клубу Hellfire. Дастін сидів з Майком за обіднім столиком, коли Едді вперше помітив їх та виділив із натовпу разом. З усіх членів клубу Дастін і Едді стали найближчими, при цьому Дастін був непохитний, що Едді не вбивав Кріссі. Знайшовши його в будинку Ріфера Ріка, Дастін клявся приголомшеному Едді, що він і його друзі вірять йому і хочуть допомогти. Едді сказав Дастіну ніколи не змінюватися і змусив його пообіцяти це. У «Навивороті» Едді захистив Дастіна, відвертаючи увагу демобатів. Коли Дастін підбіг до смертельно пораненого Едді, той зі слізьми попросив Дастіна, щоб той подбав про решту. Хлопець залишився плакати і кричати ім'я Едді, коли його друг помер від отриманих травм. Через два дні Дастін продовжував оплакувати Едді, де він зустрівся з його дядьком, Вейном, і зі сльозами віддав йому гітарний медіатор Едді, проголосивши останнього героєм. Пізніше Дастін відчуває помітний жах, коли бачить, як спори з Навивороту падають у Гокінс, розуміючи, що жертва його друга була марною.

## Цікаві факти
1. Зуби у Дастіна не росли приблизно до тринадцяти років, тому що він страждає на клейдокраніальну дисплазію, генетичне захворювання, що включає затримку росту кісток.
2. У першому сезоні було виявлено, що його персонаж у Dungeons & Dragons був гномом. У другому сезоні було виявлено, що його персонаж — Бард. Цілком можливо, що клас його персонажа змінювався між кампаніями.
3. Гейтен Матараццо жартома заявив, що друге ім'я Дастіна — «Кларенс».
4. У нього є набір хокейного спорядження, але чи грає він у гру, невідомо.
5. Згідно зі сценарієм пілотного фільму Montauk, Дастін спочатку носив великі окуляри.
6. У 3 сезоні Дастін став другим членом Партії, який убив ворога, після Одинадцяти і який здійснив кілька вбивств за останні два сезони.
7. У 3 сезоні Дастін отримує новий капелюх від Camp Know Where, а його старий капелюх з попередніх сезонів можна побачити в спальні його дівчини Сьюзі; тобто Дастін, ймовірно, подарував їй свій старий капелюх, як згадку про себе.
8. Зазначається, що його кар'єрна мета — стати криптозоологом.
9. Улюблений предмет Дастіна — природознавство.
10. Його захопленнями є відкриття нових видів, відтворення реквізиту для фільмів удома та D&D.
11. Він і Лукас — єдині персонажі серіалу, які з'являлися в кожному епізоді, починаючи з першого, незважаючи на те, що в епізоді «Загубленій сестрі» вони з'являються лише в архівних кадрах.
12. Через те, що у нього є дядько, який має таке ж прізвище, як і у нього та його матері, ймовірно, прізвище Дастіна є дошлюбним прізвищем його матері.